# Pavel Gamov
Alexander Gamov (tidigare Pavel Gamov), född 20 november 1989 i Moskva i Sovjetunionen (numera Ryssland), är en svensk tidigare politiker (före detta sverigedemokrat), som var ordinarie riksdagsledamot 2014–2018, invald för Sverigedemokraterna för Skåne läns södra valkrets. Han var under 00-talet verksam som kommun- och regionpolitiker i Uppland. Sedan 2019 har Gamov helt lämnat politiken.

## Biografi
Gamov är född i Moskva. Han kom till Sverige vid två års ålder, tillsammans med sin familj.

### Politiska uppdrag
Gamov blev verksam i Sverigedemokraterna under sent 00-tal. Senare uppmärksammades det att han vid denna tid även haft kontakter med Nationaldemokraterna, kopplat till uttalanden som han senare förklarat med att han då (2009) var "politiskt omogen". Han uppmärksammades 2012 för sina åsikter om vittnen med utländsk härkomst och har betraktat sig själv som nationalkonservativ.
I riksdagsvalet 2014 valdes Gamov till ordinarie riksdagsledamot för Sverigedemokraterna för Skåne läns södra valkrets. I riksdagen var han ledamot i EU-nämnden 2014–2018 och ledamot i Valprövningsnämnden 2015–2019. Han var även suppleant i utrikesutskottet.
Som aktiv i Sverigedemokraterna var han under perioder även distriktsordförande i Uppland, gruppledare i kommunfullmäktige (Uppsala kommun) samt suppleant i Sverigedemokraternas partistyrelse. I Region Uppsala verkade han som landstingsråd och gruppledare i landstingsfullmäktige.

### Kontroversiell Rysslandsresa, utträde ur SD
I september 2017 reste Gamov till Moskva tillsammans med bland annat en kvinnlig kollega från Sverigedemokraterna och tidigare SD-aktive journalisten Chang Frick från nättidningen Nyheter Idag. Syftet med resan var att övervaka ett regionval.
Uppgifter omkring Gamovs resa, vilka som betalade resan samt påstådda uttalanden och ageranden av Gamov i samband med resan fick stor uppmärksamhet och ledde till ett flertal tidningsskriverier. Det var dock oklart exakt vad Gamov sagt och vad som hänt under resan, och Simon Alm, Sverigedemokraternas gruppledare i kommun- och regionfullmäktige i Uppsala, karaktäriserade i november 2017 det som framkommit som ett mediedrev mot Gamov. Mattias Karlsson, partiets gruppledare i riksdagen, uppmanade Gamov att avgå, då Gamov enligt Karlsson "agerat på ett sätt som är oförenligt med rollen som riksdagsledamot".
Till följd av denna incident lämnade Gamov Sverigedemokraterna i november 2017, efter uppmaningar från partiet. I en skrivelse till riksdagsförvaltningen daterad 30 december 2017 angav Gamov att han avsade sig medlemskapet i Sverigedemokraterna "med anledning  av  djupa  meningsskiljaktigheter  med  partiets  nuvarande  ledning". I en intervju med Aftonbladet i januari 2018 påstod Gamov att Sverigedemokraternas partiledning känt till och mörklagt brott som begåtts inom partiet, bland annat våldtäkter och förskingring av skattemedel.
Tillsammans med två andra före detta sverigedemokratiska riksdagsledamoter (Hanna Wigh och Margareta Larsson) sökte Gamov senare partistöd i riksdagen, vilket dock avslogs. Det ansågs att deras Sveriges partipolitiskt oberoende lista (SVPOL) inte var en partigrupp i partistödslagens mening.

### Efter riksdagen
I och med riksdagsvalet 2018 förlorade Gamov (då politisk vilde) sin riksdagsplats. Han kvarstod som ledamot i Valprövningsnämnden fram till mars 2019. Därefter har Gamov helt lämnat politiken.
Sedan 2020 är Gamov medarbetare på den alternativa nyhetstjänsten Exakt24, där han leder intervjuprogrammet PG möter.